# Proagonistes ufens
Proagonistes ufens är en tvåvingeart som först beskrevs av Walker 1849.  Proagonistes ufens ingår i släktet Proagonistes och familjen rovflugor.
Artens utbredningsområde är Sierra Leone. Inga underarter finns listade i Catalogue of Life.